# Lamkansa
Lamkansa är en förort till Casablanca i Marocko. Vid folkräkningen 2004 räknades orten som stad i den dåvarande landskommunen Bouskoura och hade då 33 940 invånare.